# Tala (muzyka)

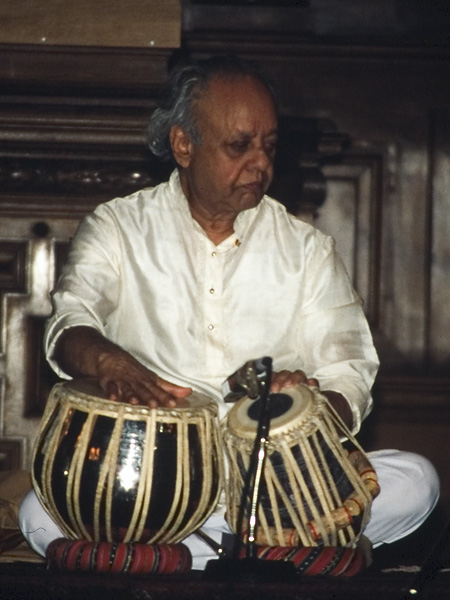
Alla Rakha, wirtuoz tabli

Tala – zasadniczy motyw rytmiczny w klasycznej muzyce indyjskiej, nadający utworowi strukturę. Najczęściej stosowanym instrumentem w muzyce północnych Indii jest tabla, czasami również pakhawadź, zaś w stylu południowym – mridanga. Na koncertach nadaswaram mridangę zastępuje thavil.
Istnieje wiele skodyfikowanych wzorców rytmicznych oraz metod ich zapisu, jednak jedynie kilka z nich zdobyło wielką popularność, spychając w cień pozostałe. W muzyce hindustańskiej najczęściej stosowaną talą jest tintal, polegający na cyklu 16 uderzeń podzielonych na cztery takty.